# 182
Het jaar 182 is het 82e jaar in de 2e eeuw volgens de christelijke jaartelling.

## Gebeurtenissen

### Italië
- Annia Aurelia Galeria Lucilla leidt een complot tegen haar broer keizer Commodus. De samenzwering lekt uit en Lucilla wordt verbannen naar Capri, een eiland in de Golf van Napels.

## Geboren
- Sun Quan, keizer van het Koninkrijk Wu (overleden 252)

## Overleden
- Aulus Gellius, Romeins schrijver en taalgeleerde